# Gunnar Gren
Johan Gunnar Gren (Göteborg, 1920. október 31. – Göteborg, 1991. november 10.) olimpiai bajnok és világbajnoki ezüstérmes svéd válogatott labdarúgó, edző.
A svéd válogatott tagjaként részt vett az 1948. évi nyári olimpiai játékokon és az 1958-as világbajnokságon.
1946-ban megkapta az első ízben kiosztott Guldbollent, 1947-ben pedig az Allsvenskan gólkirálya lett.

## Sikerei, díjai

### Játékosként
IFK Norrköping
- Svéd bajnok (1): 1941–42

AC Milan
- Olasz bajnok (1): 1950–51
- Latin kupa (1): 1951

Svédország
- Olimpiai bajnok (1): 1948
- Világbajnoki döntős (1): 1958

Egyéni
- Az év svéd labdarúgója (1): 1946
- A svéd bajnokság gólkirálya (1): 1946–47

### Edzőként
Juventus
- Olasz bajnok (1): 1960–61